# Tracholena
Tracholena is een geslacht van vlinders van de familie bladrollers (Tortricidae), uit de onderfamilie Tortricinae.

## Soorten
- T. dialeuca Common, 1982
- T. hedraea Common, 1982
- T. homopolia (Turner, 1945)
- T. indicata Diakonoff, 1973
- T. lipara Common, 1973
- T. micropolia (Turner, 1916)
- T. sulfurosa (Meyrick, 1910)